# Vineuil (Indre)
Vineuil település Franciaországban, Indre megyében. Lakosainak száma 1245 fő (2022. január 1.). Vineuil Brion, Chezelles, Coings, Déols, Villegongis, Levroux és Saint-Maur községekkel határos.

## Népesség
A település népessége az elmúlt években az alábbi módon változott:
| Lakosok száma | 807  | 977  | 1133 | 1162 | 1226 | 1225 | 1228 | 1228 | 1234 | 1245 |
|               | 1968 | 1982 | 1990 | 2006 | 2013 | 2015 | 2017 | 2019 | 2020 | 2022 |